# Kingstone Mutandwa
Kingstone Mutandwa, né le 5 janvier 2003 à Chibombo en Zambie, est un footballeur international zambien. Il évolue au poste d'avant-centre au SV Ried, en prêt de Cagliari Calcio.

## Biographie

### En club
Né à Chibombo en Zambie, Kingstone Mutandwa commence sa carrière dans son pays natal, à l'Atletico Lusaka. En 2021, il est prêté au Maccabi Petah-Tikva, en Israël, avant de faire son retour à l'Atletico Lusaka en 2022.
Le 18 août 2023, Kingstone Mutandwa rejoint l'Italie pour s'engager en faveur du Cagliari Calcio après avoir convaincu durant un essai. Il rejoint dans un premier temps les équipes de jeunes du club.
Mutandwa joue son premier match avec l'équipe première de Cagliari le 3 mars 2024, lors d'une rencontre de Serie A, contre l'Empoli FC. Il entre en jeu à la place de Gianluca Lapadula et son équipe s'impose par un but à zéro.

### En sélection
Kingstone Mutandwa représente l'équipe de Zambie des moins de 20 ans et participe avec celle-ci à la Coupe d'Afrique des nations des moins de 20 ans en 2023. Lors de cette compétition organisée en Égypte, il prend part à trois matchs et marque un but. Ce but est inscrit le 27 février, lors du dernier match groupe, perdu par les Zambiens contre la Tunisie (2-1 score final). Avec un bilan d'un nul et deux défaites, la Zambie ne parvient pas à dépasser le premier tour du tournoi.
Kingstone Mutandwa honore sa première sélection avec l'équipe nationale de Zambie lors d'un match face à la Tanzanie le 11 juin 2024. Il entre en jeu à la place d'Evans Kangwa lors de cette rencontre perdue par son équipe sur le score de un but à zéro.